# Enna I Airgthech
Enna I Airgthech („Enna Grabieżca”) – legendarny zwierzchni król Irlandii z dynastii Milezjan (linia Emera) w latach 782-758 p.n.e. Syn Eochaida III Mumho, zwierzchniego króla Irlandii. 
Enna, według średniowiecznej irlandzkiej legendy i historycznej tradycji, został zwierzchnim królem Irlandii dzięki pokonaniu i zabiciu poprzednika i zabójcy jego ojca, Aengusa I Olmucady, w bitwie pod Carmann (ob. Wexford). Kazał on zrobić srebrne tarcze w Airget Ros. Dał je swym ludziom razem z końmi i wozami. Są rozbieżności, co do czasu panowania Enny. Roczniki Czterech Mistrzów podały, że rządził przez dwadzieścia siedem lat. Enna został pokonany i zabity w bitwie pod Raigne przez  Roithechtaigha, wnuka Aengusa I Olmucady, zwierzchniego króla Irlandii. Ten zemścił się za śmierć swego dziadka oraz objął po zabitym zwierzchnią władzę nad wyspą. 